# ارتفاع ناقلات الأمين
في الطب، قد يكون ارتفاع قيم ناقلات الأمين، بشكل عام ناقلة أمين الألانين وناقلة أمين الأسبارتات، مؤشرًا على تلف الكبد. تشمل المصطلحات الأخرى المستخدمة ارتفاع ناقلات الأمين في الدم، والالتهاب بناقلات الأمين (تعتبر بعض المصادر أنه لا معنى له من الناحية المرضية) وارتفاع إنزيمات الكبد (رغم أنها ليست الإنزيمات الوحيدة في الكبد). المجالات الطبيعية لكل من ناقلة أمين الألانين وناقلة أمين الأسبارتات هي 8-40 وحدة/ لتر؛ إذ تزداد القيمة في حال ارتفاع ناقلات الأمين في الدم المعتدل لتبلغ 250 وحدة/ لتر. تقتصر الزيادات المُحرضة من قبل الدواء مثل تلك التي تحدث باستخدام أدوية السل مثل آيزونيازيد عادةً على أقل من 100 وحدة/ لتر لناقلة أمين الألانين أو وناقلة أمين الأسبارتات. عادةً ما يسبب تشمع الكبد أو فشل الكبد الحاد الثانوي لالتهاب الكبد ارتفاع قيم ناقلة أمين الألانين وناقلة أمين الأسبارتات لتتجاوز 1000 وحدة/ لتر. عند ارتفاع ناقلات الأمين لفترة لا تتجاوز مدة ستة أشهر، تسمى الحالة «حادة»، أما عند استمرار ارتفاع هذه القيم لمدة ستة أشهر أو أكثر، تسمى الحالة «مزمنة».

## الفيزيولوجيا المرضية
يحتوي الكبد على ناقلات الأمين لاصطناع وتفكيك الأحماض الأمينية ولتحويل جزيئات تخزين الطاقة. عادةً ما تكون تراكيز ناقلات الأمين في المصل (الجزء غير الخلوي من الدم) منخفضة. ومع ذلك، إذا كان الكبد تالفًا، يصبح غشاء خلايا الكبد أكثر نفاذية وتتسرب بعض الإنزيمات إلى الدم.
ناقلات الأمين التي تُقاس بشكل عام هي ناقلة أمين الألانين وناقلة أمين الأسبارتات. كانت هذه المستويات تسمى سابقًا ناقلة أمين مصل الغلوتاميك للالبيروفيك وناقلة أمين الغلوتاميك للاكسالواسيتيك. تعتبر هذه المستويات حساسة في حال إصابة الكبد، ما يعني أنها غالبًا سترتفع إذا كانت هناك إصابة. مع ذلك، قد ترتفع أيضًا في حالات أخرى مثل اضطرابات الغدة الدرقية والداء البطني (الزلاقي) واضطرابات العضلات.
توجد ناقلة أمين الألانين عادةً في الكبد فقط. توجد ناقلة أمين الأسبارتات بشكل شائع في الكبد، لكن توجد أيضًا بكميات كبيرة في القلب والعضلات الهيكلية.
يُستخدم قياس قيم ناقلة أمين الألانين وناقلة أمين الأسبارتات في تشخيص النوبات القلبية، رغم استبداله باختبارات إنزيمية وبروتينية حديثة تكون أكثر نوعية للكشف عن أمراض القلب.
تتضمن الأسباب المحتملة لارتفاع مستويات إنزيم ناقلة أمين الألانين التهابات الكبد (التهاب الكبد A وB وC، ,كثرة الوحيدات العدوائية، والحمى الفيروسية الحادة، والكحول، واضطراب البنكرياس)، وإصابة العضلات (الصدمة، احتشاء عضلة القلب، قصور القلب الاحتقاني، القصور الكلوي الحاد)، والعديد السموم والأدوية.

## دورها في التشخيص
بشكل عام، يؤدي أي تلف في الكبد إلى ارتفاع خفيف في ناقلات الأمين، لكن يتطلب التشخيص معرفة الكثير من المعلومات، بما في ذلك تاريخ المريض، والفحص البدني، وربما التصوير أو الفحوصات المخبرية الأخرى. مع ذلك، تشير الارتفاعات العالية جدًا لناقلات الأمين إلى تلف شديد في الكبد، مثل التهاب الكبد الفيروسي، أو إصابة الكبد نتيجة نقص تدفق الدم، أو أمراض ناتجة عن المخدرات أو السموم. تسبب معظم الأمراض ارتفاع ناقلة أمين الألانين أكثر من ناقلة أمين الأسبارتات؛ عند ارتفاع مستويات ناقلة أمين الأسبارتات لضعفي أو ثلاثة أضعاف مستويات ناقلة أمين الألانين، نكون أمام حالة مرض الكبد الكحولي.
يمكن أن ترتبط المستويات التي تزيد عن 1000 بالتهاب الكبد الإقفاري.